# Molčeči orkester
Roman Molčeči orkester (1981) Ferda Godine se dogaja leta 1948 in obravnava povojne sodne procese, informbiro, duhovno nasilje in zaporniško izkušnjo. Eno poglavje romana je objavil v Delu že leta 1979.

## Vsebina
Brezimni pripovedovalec poroča o prijatelju in varovancu Andreju Tratniku in se hkrati spominja svoje ljubezni do Dunje.
Propagandista Andreja Tratnika po vojni pestijo stare zamere policista Krtače. Med vojno je namreč Andrejev prijatelj France Makuc Krtači prevzel dekle Sonjo, zaradi česar jo je Andrej kot komisar brigade premestil v bataljon na Krimu. Tam dekle umre, zato med Krtačo in Francetom pride do obračuna.
Tri leta po vojni se Krtača maščuje, zato Andrej izgubi službo, Franceta pa zaprejo. Razmere pri Tratnikovih so zadušljive, Andrej  se zapira vase, postaja depresiven  in pomisli na samomor. Z Makučevimi, ki živijo v isti stavbi, prekine vse stike. Tudi Andrejeva žena Nada izgubi službo, vendar se za razliko od Andreja ne vda in se zaposli na kmetijskem ministrstvu. Tam z njo grdo ravnajo in dobi mesto sekretarke šele na koncu romana. Medtem se pripovedovalec zaljubi v sedemnajstletno Dunjo.
Težko je tudi Francetovi ženi Vladi, saj ji Tratnikova odrekata pomoč. Tare jo še pretekla ljubezen med Francetom in Sonjo. Da bi se maščeval Francetu, Krtača neuspešno zapeljuje Vlado. Pripovedovalec išče pomoč za Andreja in Nado preko Dunje, katere očim je advokat dr. Pogačnik. Tratnikova pomoči ne želita, Dunja pa želi spoznati Nado in njuna otroka, saj je ta sina Mirana rodila v ilegali. Zgodba jo navdihuje, ker ima sama očeta, ki je ne želi priznati, uteho pa išče tudi v dramatiki.
Andrej si ne upa več med ljudi, zato jih preseneti obisk stare prijateljice Irene in njenega sina Branka. Pretrese jih z novico, da se ločuje od moža. Obišče jih tudi Blaž, ki je bil med vojno v Nadinem bataljonu. Andreju poskuša odpreti oči, naj prizna svoje politične napake, saj bo tako njegovi družini lažje. Priskrbi mu tudi službo uradnika v knjigoveznici.
Krtača Franceta obtožuje zvez s tujino in ga ne izpusti iz zapora. Ta v obupu skoči skozi okno Krtačeve pisarne, a preživi. Krtačo zaradi škandala upokojijo, družini Tratnik in Makuc pa se ponovno zbližata, čeprav France in Andrej ne moreta pozabiti starih zamer. Andrej se z otrokoma Miranom in Cvetko ter pripovedovalcem odpravi domov na Pohorje. Tam mu pripovedovalec prizna svojo ljubezen do Dunje.
Lepega dne izve, da se je Dunja ubila in se pridružila "molčečemu orkestru"; tako pravijo seriji samomorilcem v tem času. Krivca za nepojasnjene samomore iščejo v gledališčnem igralcu Bernotu, ki naj bi mlade speljeval na to pot. Dunjina pomočnica Bernota zagovarja, ker se z Dunjo ni sestajal. Omeni tudi, da je bil materin ljubimec. Vzrok smrti je njen odnos z očetom in domače razmere, kar v pripovedovalcu vzbudi občutek krivde, da ji ni dovolj stal ob strani.

## Motiv samomora
V romanu se Godina dotika travmatičnega obdobja šestdesetih let dvajsetega stoletja t. i. "samomorilskega obdobja", ko so si številni mladi, obremenjeni s partizanskimi in političnimi travmami staršev, jemali življenja. Krivca za Dunjino smrt so videli v dramskem igralcu Bernotu, ki naj bi poosebljal karizmatičnega profesorja literarne zgodovine Dušana Pirjevca. Pirjevca uradno nikoli niso obtožili, da bi bil vodja "kluba samomorilcev", se je pa v javnosti na to namigovalo (Tone Fornezzi) in tematiziralo v leposlovju (Igor Torkar, Jože Javoršek, Ivo Svetina, Ivan Sivec).

## Kritike
Vsekakor se v novi luči kažejo viri človekovega trpljenja, junaštva, strahu, ljubezni in medsebojnih človeških odnosov. S svežimi literarnimi sredstvi je Godina opisal posledice prestanih udarcev in sramote zaradi političnih zablod, krize, ki iz starejših generacij hote ali nehote prehajajo na mlajše, človeško tesnobo kontroliranih bitji in celo smrt, "ki je po vojni postala drugačna″.  (Javoršek 1981)
Moralni vzvod Molčečega orkestra bi namreč lahko zreducirali na stavek, ki ga je pisatelj napisal: ″Kar je bilo včeraj nedotakljivo in sveto, se je danes sesulo v prah.″ (Javoršek 1981)
Poleg tega je Molčeči orkester pisan »klasično«, berljivo in celo ganljivo, kar bo vsekakor na tehtnici vrednotenja tega romana del igre, ki bo govorila ali avtorju v prid ali pa v škodo. (Javoršek 1981)
Avtor je brez dvoma hotel napisati  povsem realističen roman. Imam pa občutek, da bi bila v tem primeru potrebna večja izčrpnost, večja natančnost. Tudi dokumentarnost ne bi bila odveč. (Hudnik 1981)
Ferdo Godina preseže obdobje informbiroja z drugo plastjo v svojem delu, z usodo dijakinje Dunje […] Gotovo je ta plast v knjigi podrejena prvi, problemu informbirojevstva, vendar je zaradi zastrašujočega razraščanja samomorilstva pri nas od sredine šestdesetih let naprej spodbodla pisatelja, da se ji je posvetil z vso resnobo kot pojavu, ki terja ves posluh in vso našo prizadevnost, saj je svarilen, opozarja in zastavlja tudi vprašanje o krivdi nekoga ali nečesa […]  (Gaborovič 1982)
Knjiga je čisto fabuliranje, ki pa žal nima posebne literarne moči. Da sta obe "področji" – mlada in stara generacija – slabo povezani, priča tudi nenatančna izraba prvoosebnega pripovedovalca. Ta se v nekaterih poglavjih vzpostavi, nato pa izgine v tretjeosebno pripoved. To žal še bolj razbija celoto Godinove knjige. (Zorn 1988)
Ta klasično, umerjeno, nekoliko neorealistično, v zgradbi razvidno pisani roman je četverna podoba in kritika povojnih razmer: kaže nravstvene zablode med bivšimi partijci, njihova trenja in obračunavanje. (Janež 1992)